# Terry Bozzio

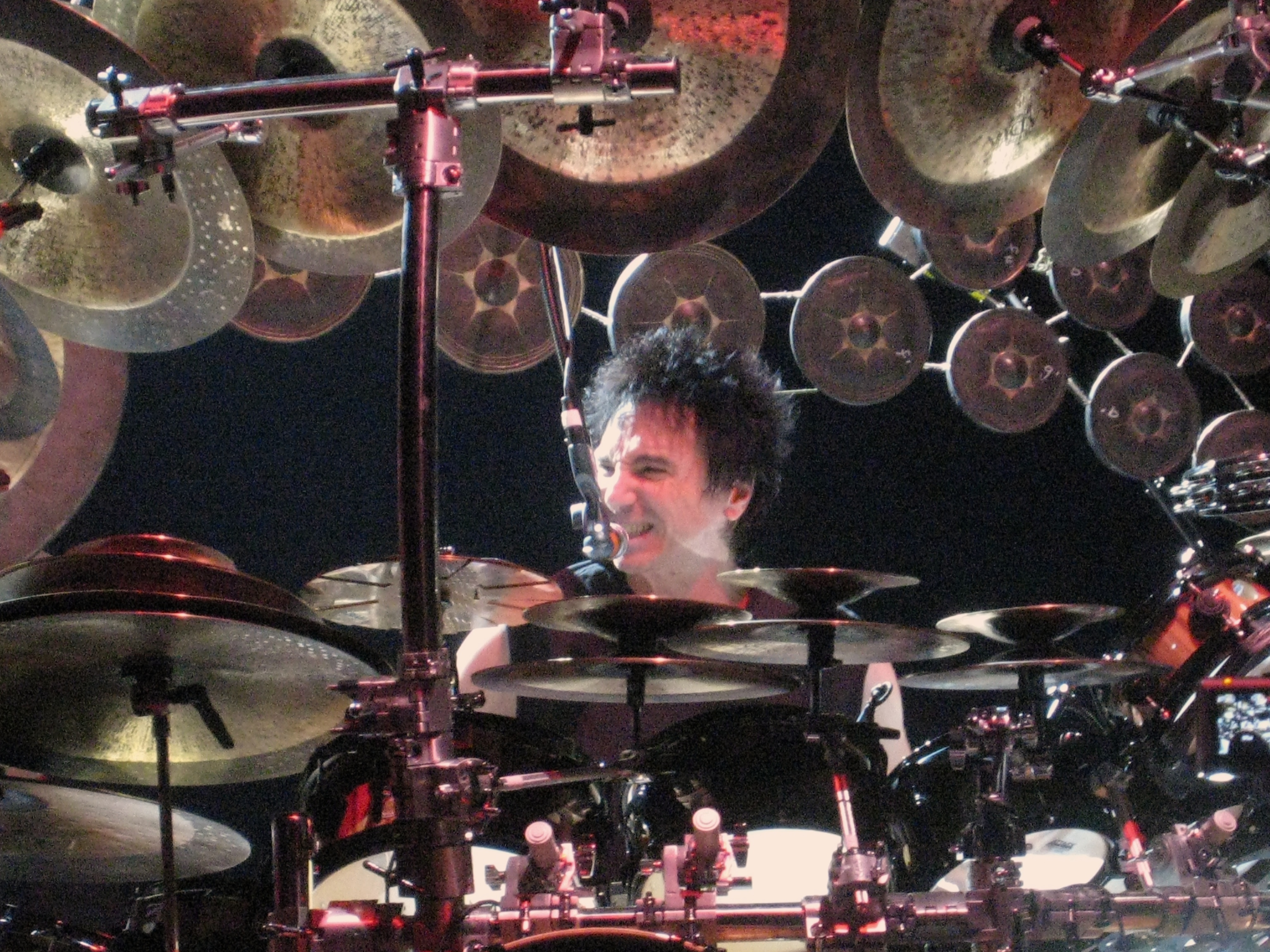
Terry Bozzio

Terry John Bozzio (San Francisco, 27 december 1950) is een Amerikaans drummer die zowel bekendstaat om zijn ongekende drumtechnieken als de vele albums die hij met beroemde artiesten heeft opgenomen.

## Biografie
Na op de Sir Francis Drake High School in Californië een muziekbeurs te hebben behaald in 1969 maakte hij in de jaren 70 naam in de band van Frank Zappa. Niet alleen ging hij mee op tournees en drumde hij mee op de albums, hij was ook te bewonderen op de video Baby Snakes.
Na zijn vertrek bij Zappa in 1978 maakte hij korte tijd deel uit van de jazzband Group 87 en de bekende hardrockers van Thin Lizzy. Beide bands bleken echter niet goed te passen bij Bozzio. Een jaar later voegde hij zich bij de progressieve rockgroep U.K. als opvolger van Bill Bruford. Hiermee bracht hij twee albums uit (Danger money en het livealbum Night After Night) en nam hij deel aan een groot aantal concerten.
Hierna richtte Bozzio zich op een new wave project met zijn toenmalige vrouw Dale Bozzio en voormalig Zappa-gitarist Warren Cuccurullo. De band werd Missing Persons genoemd en wist een aantal hits te scoren met Words en Destination Unknown. Het debuutalbum Spring Session M. leverde de band in 1982 een gouden plaat op. De band bracht nog twee albums uit (Rhyme And Reason in 1984 en Color In Your Life in 1986), maar werd daarna opgeheven (evenals het huwelijk van Bozzio).
Na het uiteenvallen van zijn band richtte Bozzio zich alleen nog maar op het opnemen van albums en het toeren met bands. Dit leverde hem vele samenwerkingen op met gevestigde artiesten als Robbie Robertson, Gary Wright, Don Dokken, Paul Hyde, Herbie Hancock, Dweezil Zappa, Fantômas, Richard Marx, Jeff Beck, Duran Duran, Explorer's Club, Billy Sheehan, Steve Vai en Stevie Ray Vaughan en valt hij te beluisteren op enkele honderden cd's. Bovendien reisde Bozzio door heel Amerika om daar drum clinics te geven. Ter ondersteuning hiervan werd in 1992 de video Solo Drums uitgebracht. Eind jaren 90 bracht hij ook nog twee albums (Black Light Syndrome en Situation Dangerous) uit met het sterrentrio Bozzio Levin & Stevens en werkte hij samen met collega Chad Wackerman aan Solos & Duets Vol. I & II. In 2001 gaf hij met Missing Persions nog een aantal reünieconcerten.
De afgelopen jaren heeft Bozzio zich vooral gericht op het geven van soloconcerten op zijn 62-delige drumstel. Ook Nederland werd hierbij meerdere malen aangedaan (in 2001 en 2003). Daarnaast bracht hij in 2005 met Warren Cuccurullo het album Playing In Tongues uit.
In 2006 drumde Bozzio als speciale gast mee met de tour "Zappa plays Zappa", een project van Dweezil Zappa waarbij nummers van diens vader Frank Zappa werden gespeeld.
Voor KoRn werkte Bozzio mee aan het achtste album: Untitled in 2007.
Op de in 2019 door het tijdschrift Rolling Stone gepubliceerde ranglijst van 100 beste drummers in de geschiedenis van de popmuziek kreeg Terry Bozzio de 17e plaats toegekend.